# Valle de Valdelucio
Valle de Valdelucio est une commune d'Espagne dans la communauté autonome de Castille-et-León, province de Burgos. Elle s'étend sur 96,697 km2 et comptait environ 361 habitants en 2011.